# Bibracte acuminata
Bibracte acuminata är en insektsart som beskrevs av Brunner von Wattenwyl 1898. Bibracte acuminata ingår i släktet Bibracte och familjen gräshoppor. Inga underarter finns listade i Catalogue of Life.